# Friant
Friant és una concentració de població designada pel cens dels Estats Units a l'estat de Califòrnia. Segons el cens del 2000 tenia 778 habitants.

## Demografia
Segons el cens del 2000, Friant tenia 778 habitants, 226 habitatges, i 148 famílies. La densitat de població era de 148,4 habitants/km².
Dels 226 habitatges en un 19,5% hi vivien nens de menys de 18 anys, en un 53,5% hi vivien parelles casades, en un 7,5% dones solteres, i en un 34,5% no eren unitats familiars. En el 27,9% dels habitatges hi vivien persones soles el 9,7% de les quals corresponia a persones de 65 anys o més que vivien soles. El nombre mitjà de persones vivint en cada habitatge era de 2,27 i el nombre mitjà de persones que vivien en cada família era de 2,7.
Per edats la població es repartia de la següent manera: un 18,7% tenia menys de 18 anys, un 4,6% entre 18 i 24, un 23,1% entre 25 i 44, un 28,5% de 45 a 60 i un 25% 65 anys o més.
L'edat mitjana era de 48 anys. Per cada 100 dones de 18 o més anys hi havia 104,9 homes.
La renda mitjana per habitatge era de 30.234 $ i la renda mitjana per família de 35.792 $. Els homes tenien una renda mitjana de 24.808 $ mentre que les dones 32.188 $. La renda per capita de la població era de 17.878 $. Entorn del 12,7% de les famílies i el 12,6% de la població estaven per davall del llindar de pobresa.

## Poblacions més properes
El següent diagrama mostra les poblacions més properes.